# 沙甸事件
沙甸事件是中华人民共和国文化大革命时期发生在云南省的武裝衝突，回族民众與政府對抗，最终以解放军的武力镇压结束。大规模冲突于1975年7月29日至8月4日发生在云南省的7个县区，其中以红河哈尼族彝族自治州蒙自县的沙甸镇为主，共造成了约1600名平民的死亡（866人来自沙甸）、包括300名儿童，伤残近1000人，损毁房屋4400余间。拨乱反正、改革开放后，沙甸事件获得了中共中央和云南省委的平反，不再被定义为“武装叛乱”，当地政府对错误进行了检讨。
1974年，中共云南省委和云南当地的回族民众冲突升级，上千名回族群众曾前往云南省会昆明市抗议文革期间清真寺被关闭，要求信仰自由。此后，红河州革委会成立了针对回民的‘鸡街民兵指挥部’，沙甸百姓也成立‘回民兵团指挥部’，并于1975年强行开启清真寺；双方剑拔弩张，持枪火拼，抢劫军械，导致政府判断此为“反党、叛乱”事件，引起北京的关注。1975年7月29日，1万余名解放军受命镇压叛乱，镇叛持续了一周左右。《云南文化大革命运动大事纪实》指出为王洪文下令镇压，另据《经济学人》杂志在一篇名为《邓小平的遗产：大维稳者》（ "Deng Xiaoping's legacy: The great stabilizer"） 的文章中称是邓小平下令镇压。

## 事件经过

### 历史背景
在文化大革命初期，以大中学生红卫兵为主力进行的破四旧，立四新，即“破除旧思想、旧文化、旧风俗、旧习惯，树立新思想、新文化、新风俗、新习惯”相标榜的社会运动，其伴随着红卫兵运动的兴起而席卷了中国大陆。

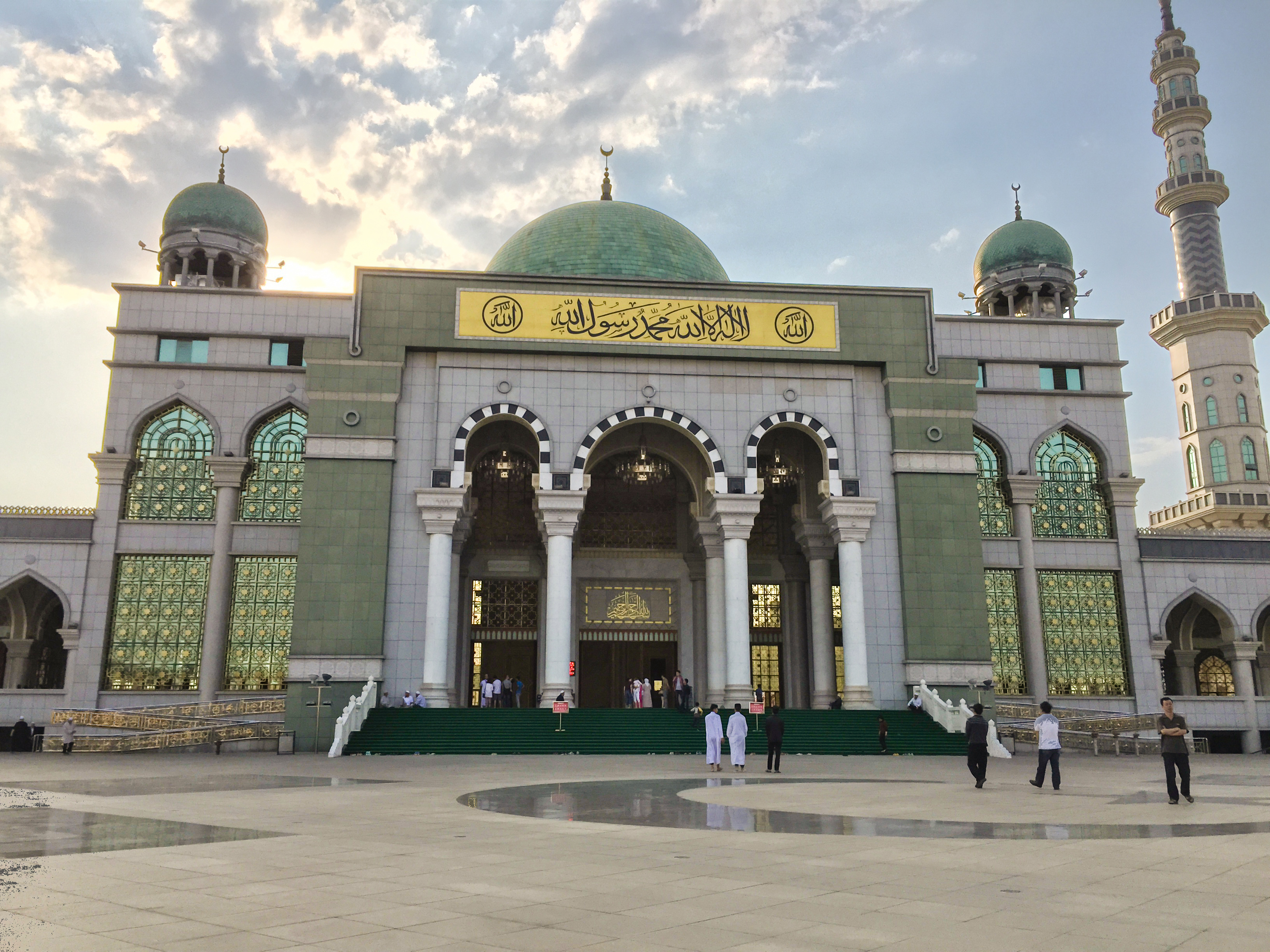
沙甸大清真寺

沙甸位于开远县、个旧市和蒙自县的中心交汇点，地理位置极其重要。文革期间，全国武斗之风胜行，对宗教亦实行高压政策。包括伊斯兰教、佛教、基督教、道教在内的诸宗教圣职者及信徒皆受批斗，宗教场所受到冲击。红卫兵禁止回民参加礼拜，查抄焚毁伊斯兰教典籍，批斗阿訇及穆斯林。
1968年3月，“云南省革命委员会”成立，对民众大肆抓捕、揪鬥。被迫害民众逃往沙甸，造反派称沙甸是“反革命基地”，并宣称要武力清扫。 同年12月，“云南省革命委员会一、二号文件宣传队”（支左部队）进村，大肆搜查外地民众，进行残酷批斗，并驻扎于沙甸大清真寺，“宣传队”在清真寺中吃猪肉，猪骨头丢在水井，宣称“信教就是反对马列主义、毛泽东思想，就是反对党的领导”。
1971年“九一三”事件后，沙甸一些民众上书要求平反并开放清真寺，未得回应。

### 冲突升级
1973年10月，回民自行打开被关闭的清真寺，并遭革委会派兵武装阻挠。消息传出后红河州和蒙自县的革委会立即派出由部队和地方官员组成的近百人的工作队进驻沙甸搞“反复辟”宣传，劝说民众理性信教。
1974年4月“批林批孔”运动中，工作队宣传“批林批孔要结合批清真寺”，并点了沙甸代表马伯华、马绍美等人的名，他们开始进京上访。5月14日，中共中央提出由时任省委第一书记、省革委主任的周兴负责落实此事。周兴在草草调查后，向中央报告：“沙甸问题已经解决。”9月云南省委还发出通知规定：“已经关闭或改作他用的清真寺不得再打开作宗教活动场所，已经强行打开的清真寺，要在作好工作的基础上，由群众自行关闭。”
1975年3月，中共云南省委向中共中央请求采取军事手段镇压，第十四军参与了镇压行动。

### 军队镇压
1975年7月29日凌晨三時，第十四軍开始武装镇压沙甸村民（打土围子）。在对沙甸之军事包围部署完毕后，一支先遣侦察部队开始行动。他们在熟悉沙甸地形和道路的嚮導指引下，先除去村边站岗的沙甸民兵，然后进入大清真寺后院——沙甸民兵团的办公地点，欲捉拿沙甸叛乱者的头目。不料头目们当夜皆不在現場，有駐寺人员发现武装军人深夜进入清真寺，登上叫拜楼三楼敲钟报警。
凌晨四時，沙甸村民凭借地形熟悉，利用自制武器向占领大清真寺的部队进行反攻。经过激烈的交火，沙甸村民夺回了大清真寺，并从部队手中抢夺一些现代化武器。这时西营已被部队占领，后山、马家井、林家巷、金鸡寨、川方寨的部分生产队场院和民房也被部队控制。当晚，沙甸村民展开街战、巷战和以房屋为据点的攻守战。
同日下午，沙甸反抗者被围困於金鸡寨。部队决定對群众勸降，让他们交出武器自行出村。兩千多名老、弱、妇、幼、伤、残、病者于31日上午集队出村。出村后所有有问题的人被关起来审查，其他的人被送到沙甸附近的鸡街铅厂、江水地砖瓦厂等地參加強制講習。
8月1、2日两昼夜，战斗集中在争夺金鸡寨、川方寨的民房和制高点。战斗时紧时松，但从未间断过。8月3日，金鸡寨已被部队控制了一半左右，之後進入短兵相接狀態。当时沙甸约有7700人参与叛乱，这场战斗进行了七天八夜，击毙“沙甸村民”900多人，伤、残600多人。而解放軍也有一百多人之伤亡。马伯华等沙甸村民的核心成员共10人，其中有3人被俘，其余都被击毙。马伯华的尸体是在一段被炸毁的地道里找到的，在其周圍还有5位全副武装的年轻女子的尸体，都是死於152加农炮轟炸之下。
政府在事后檢討这次平叛战斗的情况，發現以下問題：一是对敌情掌握不够，特别是对村庄内的立体式防御工事缺乏了解。
二是对沙甸的地下兵工厂的生产能力完全不清楚。
三是轻视了反叛势力武装集团的战斗力。
四是對一般群众仇視解放軍的情況估计分析不足，造成了不必要的伤亡。
五是没預想到叛軍集团对武裝抵抗之准备充分情況。以至於原计划中僅3小时的作战计划，最後居然打了7天8夜。
参加“沙甸事件”遭到同样武装镇压的还有开远市的新寨，砚山县的车白泥、田心、茂龙、松毛坡，文山县的茂克等回民村寨。整个事件中回教民众死亡1600多人，伤、残近1000人。其中开远市新寨的伤亡比例最高，超过了沙甸。战斗结束之后，省州县（云南省、红河州、蒙自县）沙甸工作组的“武装平叛沙甸叛乱”宣传提纲（即30条）指出：“沙甸等地回民村武装叛乱，妄图建立伊斯兰共和国，沙甸成立‘罕指奔拉协’，派人与苏修联系，妄图背叛祖国，反对中央领导同志，打砸抢、挑起武斗，反对省委、反对新生红色政权”等等。
省州县沙甸工作组还举办沙甸武装叛乱罪行展览。该展览先在鸡街、个旧展出。而在“沙甸事件”后，因“沙甸事件”而判死刑和重刑的多达数十人，接受強制講習的也多達数百人。

## 事件平反
1979年2月，中共十一届三中全会后，中共云南省委和昆明军区党委经中央批准联合发出通知为“沙甸事件”平反，检讨错误，并彻底推翻之前的结论，并释放被捕的数名穆斯林民众。 通知称，沙甸事件是地方推行林彪、“四人帮”的反革命修正主义路线的结果，酿成沙甸事件的罪魁祸首是林彪、“四人帮”，要把千仇万恨都集中在林彪、“四人帮”身上。通知还称，中央的指示是正确的，责任在于当时中共云南省委主要领导人。
1980年，沙甸大清真寺得以重建。1987年8月，中共云南省委发出补充通知，“沙甸事件”彻底平反。官方在宣传中称，沙甸回民称“沙甸事件”的平反为沙甸的第二次解放。现当地建有舍西德纪念碑，碑文亦将责任归之为极左派，并称平反后沙甸“各项事业兴旺，民族和睦，军民团结，政通人和，国泰民安”。

## 後續
如今沙甸地区号称“东方小麦加”，诸如禁止非穆斯林饮酒在内举动也被一些人批评“清真泛化”。由于昆明3·01恐怖袭击事件的策划者在沙甸被捕，有人称沙甸为中国的“伊斯兰国”、“恐怖分子的庇护所”，部分网民也开始对当年沙甸事件中军方的镇压行动表示肯定，将沙甸事件视为一场阴谋分裂国家的叛乱。当地伊斯兰教圣职人员则认为沙甸受到误解，同时表示沙甸宗教活动符合中国法律，清真寺支持中国政府。
2023-2024年，在習近平主導的「宗教中國化」政策推動下，沙甸大清真寺遭到拆改，當局將原先的阿拉伯風格改造為中式風格，圆形穹顶与尖塔被拆除改为中式庙宇的样式。